# 27. Screen Actors Guild-gála
A 27. Screen Actors Guild-gála a 2020-as év legjobb filmes és televíziós alakításait értékelte. A díjátadót 2021. április 4-én tartották a Los Angeles-i Shrine Auditoriumban. A ceremóniát a TNT és a TBS televízióadók egyszerre közvetítették élőben, az észak-amerikai időzóna szerint este kilenc órától. A gála a szokásos két óra helyett csak egy óráig tartott.
A jelöltek listáját 2021. február 4-én hozták nyilvánosságra. A Screen Actors Guild-életműdíjat ebben az évben nem osztották ki.

## Győztesek és jelöltek

### Film
| Legjobb férfi főszereplő | Legjobb férfi főszereplő | Legjobb női főszereplő     | Legjobb női főszereplő |
| --- | --- | -------------------------- | --- |
| | - Chadwick Boseman – Ma Rainey: A blues nagyasszonya (Leeve Green) - Riz Ahmed – A metál csendje (Ruben Stone) - Anthony Hopkins – Az apa (Anthony) - Gary Oldman – Mank (Herman J. Mankiewicz) - Steven Yeun – Minari – A családom története (Jacob Yi)                                     |                            | - Viola Davis – Ma Rainey: A blues nagyasszonya (Ma Rainey) - Amy Adams – Vidéki ballada az amerikai álomról (Beverly Vance) - Vanessa Kirby – Pieces of a Woman (Martha Weiss) - Frances McDormand – A nomádok földje (Fern) - Carey Mulligan – Ígéretes fiatal nő (Cassie Thomas)         |
| Legjobb férfi mellékszereplő | Legjobb férfi mellékszereplő | Legjobb női mellékszereplő | Legjobb női mellékszereplő |
| | - Daniel Kaluuya – Júdás és a Fekete Messiás (Fred Hampton) - Sacha Baron Cohen – A chicagói 7-ek tárgyalása (Abbie Hoffman) - Chadwick Boseman – Az 5 bajtárs (Norman Earl Holloway) - Jared Leto – Ördög a részletekben (Albert Sparma) - Leslie Odom Jr. – Egy éj Miamiban... (Sam Cooke) |                            | - Jun Jodzsong – Minari – A családom története (Szundzsa) - Maria Bakalova – Borat utólagos mozifilm (Tutar Sagdiyev) - Glenn Close – Vidéki ballada az amerikai álomról (Bonnie "Mamaw" Vance) - Olivia Colman – Az apa (Anne) - Helena Zengel – A kapitány küldetése (Johanna Leonberger) |
| Legjobb szereplőgárda (mozifilm) | |                            | |
| - A chicagói 7-ek tárgyalása – Yahya Abdul-Mateen II, Sacha Baron Cohen, Joseph Gordon-Levitt, Kelvin Harrison Jr., Michael Keaton, Frank Langella, John Carroll Lynch, Eddie Redmayne, Mark Rylance, Alex Sharp, Jeremy Strong - Az 5 bajtárs – Chadwick Boseman, Paul Walter Hauser, Nguyễn Ngọc Lâm, Lê Y Lan, Norm Lewis, Delroy Lindo, Jonathan Majors, Van Veronica Ngo, Johnny Trí Nguyễn, Jasper Pääkkönen, Clarke Peters, Sandy Hương Phạm, Jean Reno, Mélanie Thierry, Isiah Whitlock Jr. - Ma Rainey: A blues nagyasszonya – Chadwick Boseman, Jonny Coyne, Viola Davis, Colman Domingo, Michael Potts, Glynn Turman - Minari – A családom története – Noel Kate Cho, Han Ye-ri, Scott Haze, Alan Kim, Will Patton, Steven Yeun, Jun Jodzsong - Egy éj Miamiban... – Kingsley Ben-Adir, Beau Bridges, Lawrence Gilliard Jr., Eli Goree, Aldis Hodge, Michael Imperioli, Joaquina Kalukango, Leslie Odom Jr., Lance Reddick, Nicolette Robinson | |                            | |
| Legjobb kaszkadőrgárda (mozifilm) | |                            | |
| - Wonder Woman 1984 - Az 5 bajtárs - Mulan - A kapitány küldetése - A chicagói 7-ek tárgyalása | |                            | |

### Televízió
| Legjobb színész (minisorozat vagy tévéfilm) | Legjobb színész (minisorozat vagy tévéfilm) | Legjobb színésznő (minisorozat vagy tévéfilm) | Legjobb színésznő (minisorozat vagy tévéfilm) |
| --- | --- | --------------------------------------------- | --- |
| | - Mark Ruffalo – Ez minden, amit tudok (Dominick Birdsey / Thomas Birdsey) - Bill Camp – A vezércsel (Mr. Shaibel) - Daveed Diggs – Hamilton (Marquis de La Fayette / Thomas Jefferson) - Hugh Grant – Tudhattad volna (Jonathan Fraser) - Ethan Hawke – The Good Lord Bird (John Brown) |                                               | - Anya Taylor-Joy – A vezércsel (Beth Harmon) - Cate Blanchett – Mrs. America (Phyllis Schlafly) - Michaela Coel – Tönkretehetlek (Arabella Essiedu) - Nicole Kidman – Tudhattad volna (Grace Fraser) - Kerry Washington – Kis tüzek mindenütt (Mia Warren) |
| Legjobb színész (drámasorozat) | Legjobb színész (drámasorozat) | Legjobb színésznő (drámasorozat)              | Legjobb színésznő (drámasorozat) |
| | - Jason Bateman – Ozark (Marty Byrde) - Sterling K. Brown – Rólunk szól (Randall Pearson) - Josh O'Connor – A Korona (Károly walesi herceg) - Bob Odenkirk – Better Call Saul (Jimmy McGill) - Regé-Jean Page – A Bridgerton család (Simon Basset)                                       |                                               | - Gillian Anderson – A Korona (Margaret Thatcher) - Olivia Colman – A Korona (II. Erzsébet brit királynő) - Emma Corrin – A Korona (Diána walesi hercegné) - Julia Garner – Ozark (Ruth Langmore) - Laura Linney – Ozark (Wendy Byrde)                      |
| Legjobb színész (vígjátéksorozat) | Legjobb színész (vígjátéksorozat) | Legjobb színésznő (vígjátéksorozat)           | Legjobb színésznő (vígjátéksorozat) |
| | - Jason Sudeikis – Ted Lasso (Ted Lasso) - Nicholas Hoult – Nagy Katalin – A kezdetek (III. Péter orosz cár) - Dan Levy – Schitt's Creek (David Rose) - Eugene Levy – Schitt's Creek (Johnny Rose) - Ramy Yousef – Ramy (Ramy Hassan)                                                    |                                               | - Catherine O’Hara – Schitt's Creek (Moira Rose) - Christina Applegate – Halott vagy (Jen Harding) - Linda Cardinelli – Halott vagy (Judy Hale) - Kaley Cuoco – A légikísérő (Cassie Bowdan) - Annie Murphy – Schitt's Creek (Alexis Rose)                  |
| Legjobb szereplőgárda (drámasorozat) | |                                               | |
| - A Korona – Gillian Anderson, Marion Bailey, Helena Bonham Carter, Stephen Boxer, Olivia Colman, Emma Corrin, Erin Doherty, Charles Edwards, Emerald Fennell, Tobias Menzies, Josh O'Connor, Sam Phillips - Better Call Saul – Jonathan Banks, Tony Dalton, Giancarlo Esposito, Patrick Fabian, Michael Mando, Bob Odenkirk, Rhea Seehorn - A Bridgerton család – Adjoa Andoh, Julie Andrews, Lorraine Ashbourne, Jonathan Bailey, Ruby Barker, Jason Barnett, Sabrina Bartlett, Joanna Bobin, Harriet Cains, Bessie Carter, Nicola Coughlan, Kathryn Drysdale, Phoebe Dynevor, Ruth Gemmell, Florence Hunt, Martins Imhangbe, Claudia Jessie, Jessica Madsen, Molly McGlynn, Ben Miller, Luke Newton, Julian Ovenden, Regé-Jean Page, Golda Rosheuvel, Hugh Sachs, Luke Thompson, Will Tilston, Polly Walker - Lovecraft County – Jamie Chung, Aunjanue Ellis, Jada Harris, Abbey Lee, Jonathan Majors, Wunmi Mosaku, Jordan Patrick Smith, Jurnee Smollett, Michael Kenneth Williams - Ozark – Jason Bateman, McKinley Belcher III, Jessica Frances Dukes, Lisa Emery, Skylar Gaertner, Julia Garner, Sofia Hublitz, Kevin L. Johnson, Laura Linney, Janet McTeer, Tom Pelphrey, Joseph Sikora, Felix Solis, Charlie Tahan, Madison Thompson | |                                               | |
| Legjobb szereplőgárda (vígjátéksorozat) | |                                               | |
| - Schitt's Creek – Chris Elliott, Emily Hampshire, Dan Levy, Eugene Levy, Sarah Levy, Dustin Milligan, Annie Murphy, Catherine O’Hara, Noah Reid, Jennifer Robertson, Karen Robinson - Halott vagy – Christina Applegate, Linda Cardellini, Max Jenkins, James Marsden, Sam McCarthy, Natalie Morales, Diana Maria Riva, Luke Roessler - A légikísérő – Kaley Cuoco, Merle Dandridge, Nolan Gerard Funk, Michelle Gomez, Michiel Huisman, Yasha Jackson, Jason Jones, T.R. Knight, Zosia Mamet, Audrey Grace Marshall, Griffin Matthews, Rosie Perez, Terry Serpico, Colin Woodell - Nagy Katalin – A kezdetek – Belinda Bromilow, Sebastian de Souza, Sacha Dhawan, Elle Fanning, Phoebe Fox, Bayo Gbadamosi, Adam Godley, Douglas Hodge, Nicholas Hoult, Louis Hynes, Florence Keith-Roach, Gwilym Lee, Danusia Samal, Charity Wakefield - Ted Lasso – Annette Badland, Phil Dunster, Brett Goldstein, Brendan Hunt, Toheeb Jimoh, James Lance, Nick Mohammed, Jason Sudeikis, Jeremy Swift, Juno Temple, Hannah Waddingham | |                                               | |
| Legjobb kaszkadőrgárda (televízió) | |                                               | |
| - A Mandalóri - A fiúk - Cobra Kai - Lovecraft County - Westworld | |                                               | |

## In Memoriam
A gála "in memoriam" szegmense az alábbi, 2020-ban és 2021-ben elhunyt személyekről emlékezett meg:
- Cloris Leachman
- Thomas Jefferson Byrd
- Carl Reiner
- Dawn Wells
- Ja'Net DuBois
- Shirley Knight
- Max von Sydow
- Joyce Gordon
- Ian Holm
- Conchata Ferrell
- Irfán Khán
- Naya Rivera
- Hal Holbrook
- Yaphet Kotto
- John Karlen
- Henry Darrow
- Warren Berlinger
- Fred Willard
- Jerry Stiller
- Natalie Desselle-Reid
- Kelly Preston
- Lyle Waggoner
- Zoe Caldwell
- Kellye Nakahara
- Ann Reinking
- Richard Herd
- Tommy Lister Jr.
- John Saxon
- Diana Rigg
- Ben Cross
- Olivia de Havilland
- Brian Dennehy
- Sean Connery
- George Segal
- Robert Conrad
- Honor Blackman
- Gregory Sierra
- Tanya Roberts
- David L. Lander
- Christopher Plummer
- Mark Blum
- Deezer D
- Mac Davis
- Bruce Kirby
- Lynn Cohen
- Orson Bean
- Kevin Dobson
- Dustin Diamond
- Jessica Walter
- Nick Cordero
- Peter Mark Richman
- Wilford Brimley
- Cicely Tyson
- Kirk Douglas
- Chadwick Boseman

## Műsorvezetők
A gálán az alábbi műsorvezetők működtek közre:
- Mindy Kaling
- Riz Ahmed
- Daveed Diggs
- Rita Moreno
- Jimmy Fallon
- Gabrielle Carteris
- Cynthia Erivo
- Henry Golding
- Viola Davis
- Common
- Lily Collins
- Dan Levy
- Ethan Hawke
- Daisy Ridley
- Helen Mirren

## Fordítás
- Ez a szócikk részben vagy egészben  a(z)   27th Screen Actors Guild Awards című angol Wikipédia-szócikk fordításán alapul.  Az eredeti cikk szerkesztőit annak laptörténete sorolja fel. Ez a jelzés csupán a megfogalmazás eredetét és a szerzői jogokat jelzi, nem szolgál a cikkben szereplő információk forrásmegjelöléseként.